# Omri Katz
Omri Haim Katz, född 30 maj 1976, är en amerikansk skådespelare. Han har medverkat i såpoperan Dallas och har också huvudrollen i barnprogrammet Spökstan (orig. Eerie, Indiana) som Marshall Teller, samt filmen Hocus Pocus där han spelar Max Dennison.